# Liebig 34
Liebig 34 byl berlínský squat v ulici Liebigstrasse ve východoberlínském Friedrichshainu. Sdružoval lidi anarchistického a feministického smýšlení a jednalo se o jednu z největších komun v Berlíně.

## Historie

### Vznik a vývoj
Projekt Liebig 34 vzniknul roku 1990 obsazením nevyužívaného domu. Kolem roku 1999 se dům stal čistě ženským a lesbickým prostorem, později byl redefinován na FLT (ženy, lesby, trans) prostor. V roce 2000 se pokoušel kolektiv dům neúspěšně odkoupit.
Roku 2008 se majitelem domu stal developer Gijora Padovitz, který v Berlíně vlastní cca 2000 domů. Projekt byl legalizován ve chvíli, kdy byla s vlastníkem vyjednána nájemní smlouva na deset let. 16. listopadu 2009 proběhla v domě policejní razie. 31. prosince 2018 smlouva vypršela.

### Vystěhování
8. října 2020 policie uzavřela bezprostřední okolí domu a obsadila střechy okolních domů.
V pátek brzy ráno 9. října 2020 začala berlínská policie vyklízet prostor domu. Byl přivezen policejní obrněný transportér a bylo přítomno zhruba 1 500 policistů. Při vstupu do budovy musela policie překonat barikády z betonu, dřeva a kovových komponentů. Z budovy bylo vyvedeno cca 50 lidí.
Na místě demonstrovaly stovky lidí. Osm aktivistek pak vyšplhalo na hliníkovou sochu nazvanou Molecule Man, na které vyvěsili banner s nápisem "L34 zůstane! Bydlení není zboží".

## Funkce a využití
Místo sloužilo jako bezpečný prostor pro ženy a transgender osoby. Využít místo mohli po dohodě využít i lidé mimo kolektiv L34. Uvnitř budovy se nacházela malá sportovní místnost s pole dance tyčí a boxerským pytlem, umělecká místnost, hudební cvičebna a dílna, která sloužila jako otevřený prostor pro vše.